# Basilejský výbor pro bankovní dohled
Basilejský výbor pro bankovní dohled (Basel Commitee on Banking Supervision, BCBS) je spíše neformální instituce zajišťující diskusi a spolupráci mezi institucemi bankovního dohledu (centrálními bankami). Působí při Bance pro mezinárodní vypořádání (Bank for International Settlements, BIS). Označuje se též zkráceně jako Basilejský výbor.
Výbor byl založen v roce 1974 členy skupiny G10 a Lucemburskem, v současnosti má 27 členů z různých oblastí světa. Jeho vznik byl vyvolán rostoucím množstvím zahraničních úvěrů v bankách.
Výbor vydává poměrně široké regulační standardy, doporučuje konkrétní postupy v oblasti bankovního dohledu a snaží se o postupné sbližování regulačních norem. Řada států jeho doporučení zohledňuje a přijímá do vlastní legislativy. Standardy vydávané výborem se označují Basel a byly dosud vydávány ve třech generacích označovaných jako Basel I, Basel II a Basel III.